# Mycetophila unipunctata
Mycetophila unipunctata är en tvåvingeart som beskrevs av Johann Wilhelm Meigen 1818. Mycetophila unipunctata ingår i släktet Mycetophila och familjen svampmyggor. Arten är reproducerande i Sverige. Inga underarter finns listade i Catalogue of Life.